# Le Bocasse
Le Bocasse ist eine französische Gemeinde mit 655 Einwohnern (Stand: 1. Januar 2022) im Département Seine-Maritime in der Region Normandie. Sie gehört zum Arrondissement Rouen und zum Kanton Bois-Guillaume (bis 2015: Kanton Clères). Die Einwohner werden Bocassiens genannt.

## Geographie
Le Bocasse liegt etwa 18 Kilometer nördlich von Rouen. Umgeben wird Le Bocasse von den Nachbargemeinden La Houssaye-Béranger im Norden, Clères im Süden und Osten, Sierville im Süden und Südwesten, Butot im Westen sowie Saint-Ouen-du-Breuil und Beautot im Nordwesten.

## Bevölkerungsentwicklung
| 1962                      | 1968 | 1975 | 1982 | 1990 | 1999 | 2006 | 2013 |
| ------------------------- | ---- | ---- | ---- | ---- | ---- | ---- | ---- |
| 348                       | 378  | 446  | 572  | 660  | 725  | 740  | 632  |
| Quelle: Cassini und INSEE |      |      |      |      |      |      |      |

## Sehenswürdigkeiten
- Kirche Notre-Dame, von 1521 bis 1528 erbaut
- Kirche Saint-Georges in der Ortschaft Valmartin aus dem 12. Jahrhundert
- Freizeitpark von La Bocasse